# Тунвэй
Тунвэ́й (кит. упр. 通渭, пиньинь Tōngwèi) — уезд городского округа Динси провинции Ганьсу (КНР). Название означает «сквозь [ущелье к реке] Вэйхэ».

## История
При империи Хань в 114 году до н. э. в этих местах был создан уезд Пинсян (平襄县). После империи Западная Цинь упоминания об уезде Пинсян из документов исчезают.
При империи Сун в 1068 году здесь было возведено укрепление Тунвэй (通渭堡). В 1106 году был образован уезд Тунвэй.
В 1949 году был образован Специальный район Тяньшуй (天水专区), и уезд вошёл в его состав. В 1956 году уезд перешёл из Специального района Тяньшуй в состав Специального района Динси (定西专区). В 1970 году Специальный район Динси был переименован в Округ Динси (定西地区).
Постановлением Госсовета КНР от 4 апреля 2003 года был расформирован округ Динси и образован городской округ Динси.

## Административное деление
Уезд делится на 6 посёлков и 12 волостей.